# Секулинци
Секулинци су насељено мјесто у саставу општине Воћин, у Славонији, Вировитичко-подравска жупанија, Република Хрватска.

## Географија
Секулинци се налазе око 7 км југоисточно од Воћина.

## Историја
До територијалне реорганизације у Хрватској насеље се налазило у саставу бивше општине Подравска Слатина.

## Становништво
Секулинци су према попису из 2011. године имали 7 становника.
| Националност       | 1991. | 1981. | 1971. | 1961. |
| Срби               | 235   | 297   | 421   | 511   |
| Хрвати             | 3     | 3     | 6     | 24    |
| Југословени        |       | 3     |       |       |
| остали и непознато |       | 2     | 1     | 2     |
| Укупно             | 238   | 305   | 428   | 537   |

| Демографија | Демографија | Демографија |
| Година      | Становника  | Становника  |
| ----------- | ----------- | ----------- |
| 1961.       | 537         |             |
| 1971.       | 428         |             |
| 1981.       | 305         |             |
| 1991.       | 238         |             |
| 2001.       | 15          |             |
| 2011.       |             | 7           |

## Попис 1991.
На попису становништва 1991. године, насељено место Секулинци је имало 238 становника, следећег националног састава:
| Попис 1991.‍ | Попис 1991.‍ | Попис 1991.‍ | Попис 1991.‍ | Попис 1991.‍ |
| ----------- | ----------- | ----------- | ----------- | ----------- |
|             |             |             |             |             |
| Срби        | Срби        |             | 235         | 98,73%      |
| Хрвати      | Хрвати      |             | 3           | 1,26%       |
| укупно: 238 |             |             |             |             |